# Michael Ramirez
Michael Patrick Ramirez (nascido em 11 de maio de 1961) é um cartunista editorial americano vencedor por duas vezes do famoso Prêmio Pulitzer. Seus cartuns denotam, com freqüência, um ponto de vista conservador.
Ramirez nasceu em Tóquio, capital do Japão. Graduou-se no ano de 1984 na Universidade da Califórnia. Trabalhou no The Commercial Appeal, em Memphis, por sete anos, indo em seguida para o Los Angeles Times. No ano de 1994, recebeu seu primeiro Pulitzer na categoria "cartunismo editorial". No ano de 2008, repetiu o feito. Também recebeu o prêmio Mencken de melhor cartum do ano de 1996. Contribui regularmente para o USA Today, e seus trabalhos são distribuídos por cerca de quinhentos e cinqüenta jornais e revistas americanos através do Copley News Service.
Quando jovem, Ramirez planejava fazer faculdade de medicina, e considerava o jornalismo apenas um hobby.

## Controvérsias
Em outubro do ano 2000, o Los Angeles Times publicou um cartum de Ramirez em que um judeu aparecia adorando a palavra "Hate" (ódio) escrita no Muro das Lamentações. De acordo com o ombudsman Narda Zacchino, o cartum provocou uma reação negativa jamais vista.
"Quando eu passo um dia inteiro sem receber pelo menos uma ligação de alguma pessoa me chamando de idiota, é porque não estou trabalhando direito", disse Ramirez, uma vez, em resposta aos que perguntavam sobre a controvérsia gerada por seus cartuns.

## Demissão do Los Angeles Times
No dia 12 de novembro de 2005, o Times anunciou que os cartuns de Ramirez seriam descontinuados ao final daquele ano. O cartunista ficou desapontado, mas logo conseguiu um emprego no Investor's Business Daily como editor sênior de cartunismo editorial.

## Prêmios
- 1994: Prêmio Pulitzer na categoria "cartooning editorial"
- 1995: Prêmio Sigma Delta Chi de cartunismo editorial
- 1996: Prêmio H.L. Mencken de cartunismo editorial
- 1997: Prêmio Sigma Delta Chi de cartunismo editorial
- 2005: Prêmio Nacional de Jornalismo, categoria "cartunismo editorial"
- 2008: Prêmio Pulitzer na categoria "cartooning editorial"